# Međeđa (Kozarska Dubica)
Međeđa (en serbio: Међеђа) es una localidad de la municipalidad de Kozarska Dubica, Republika Srpska, Bosnia y Herzegovina.

## Población
| Composición de la Población - Localidad de Međeđa | Composición de la Población - Localidad de Međeđa | Composición de la Población - Localidad de Međeđa | Composición de la Población - Localidad de Međeđa | Composición de la Población - Localidad de Međeđa | Composición de la Población - Localidad de Međeđa |
| ------------------------------------------------- | ------------------------------------------------- | ------------------------------------------------- | ------------------------------------------------- | ------------------------------------------------- | ------------------------------------------------- |
|                                                   | 2013                                              | 1991                                              | 1981                                              | 1971                                              | 1961                                              |
| Total                                             | 575                                               | 808 (100,0%)                                      | 823 (100,0%)                                      | 888 (100,0%)                                      | 867 (100,0%)                                      |
| Varones                                           | 284                                               | -                                                 | -                                                 | -                                                 | -                                                 |
| Mujeres                                           | 291                                               | -                                                 | -                                                 | -                                                 | -                                                 |
| Bosniacos                                         | -                                                 | -                                                 | -                                                 | -                                                 |                                                   |
| Serbios                                           | 564                                               | 765 (94,68%)                                      | 640 (77,76%)                                      | 871 (98,09%)                                      | 860 (99,19%)                                      |
| Croatas                                           | 8                                                 | 15 (1,856%)                                       | 6 (0,729%)                                        | 7 (0,788%)                                        | 6 (0,692%)                                        |
| Eslovenos                                         | -                                                 | -                                                 | -                                                 | -                                                 |                                                   |
| Musulmanes                                        | -                                                 | -                                                 | -                                                 | -                                                 |                                                   |
| Montenegrinos                                     | -                                                 | -                                                 | -                                                 | -                                                 |                                                   |
| Macedonios                                        | -                                                 | -                                                 | -                                                 | -                                                 |                                                   |
| Yugoslavos                                        | 1                                                 | 22 (2,723%)                                       | 174 (21,14%)                                      | 2 (0,225%)                                        |                                                   |
| Albaneses                                         | -                                                 | -                                                 | -                                                 | -                                                 |                                                   |
| Ukranianos                                        | -                                                 | -                                                 | -                                                 | -                                                 |                                                   |
| Otros                                             | -                                                 | 6 (0,743%)                                        | 3 (0,365%)                                        | 8 (0,901%)                                        | 1 (0,115%)                                        |
| Sin declarar                                      | 2                                                 | -                                                 | -                                                 | -                                                 | -                                                 |
| Desconocidos                                      | -                                                 | -                                                 | -                                                 | -                                                 | -                                                 |